# 科斯圖萊尼鄉 (雅西縣)
47°02′N 27°51′E / 47.033°N 27.850°E
科斯圖萊尼鄉（羅馬尼亞語：Comuna Costuleni, Iași），是羅馬尼亞的鄉份，位於該國東北部，由雅西縣負責管轄，面積70平方公里，海拔高度37米，2007年人口4,871，人口密度每平方公里69人。